# Fußball-Südasienmeisterschaft 2011/Afghanistan

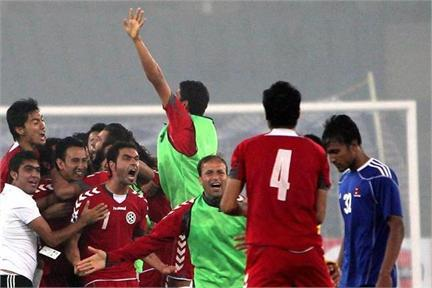
Die afghanische Mannschaft jubelt nach dem Finaleinzug gegen Nepal

Dieser Artikel behandelt die afghanische Fußballnationalmannschaft bei der Südasienmeisterschaft 2011. Afghanistan nahm zum fünften Mal teil. Erstmals konnte sich Afghanistan für ein Finale eines Fußballwettbewerbs qualifizieren.

## Vorbereitung
Die Nationalmannschaft ging in das Turnier, ohne vorher ein Vorbereitungsspiel absolviert zu haben. Da bei der Südasienmeisterschaft keine Qualifikationsrunde ausgetragen wird, war Afghanistan wie alle anderen Mitgliedsstaaten automatisch qualifiziert. Die letzten Länderspiele vor der Südasienmeisterschaft absolvierte die Nationalmannschaft im Rahmen der WM-Qualifikation 2014 gegen Palästina am 29. Juni bzw. 3. Juli 2011. Trotz des 1:1 im Rückspiel scheiterte Afghanistan aufgrund der 0:2-Niederlage im Hinspiel bereits in der ersten Qualifikationsrunde.

## Kader
Die Tabelle nennt alle Spieler, die im Kader für die Südasienmeisterschaft 2011 vom 2. Dezember bis zum 11. Dezember 2011 standen. Im Turnierverlauf wurde kein fester Kapitän bestimmt: während im ersten Spiel gegen Indien noch Zohib Islam Amiri die Kapitänsbinde trug, so waren es in den darauffolgenden Spielen Djelaludin Sharityar (gegen Sri Lanka), Belal Arezou (Bhutan), Mohammad Yusef Mashriqi (Nepal im Halbfinale) und Hamidullah Yousufzai (Indien im Finale), die die afghanische Mannschaft auf das Feld führten. Im Finale erhielt Yousufzai die rote Karte, und Amiri übernahm die Kapitänsrolle. Deshalb wird er im Kader als Kapitän geführt:
| Nr.        | Name                     | Verein                   | Geburts- datum | Länderspiel- einsätze | Länderspiel- tore | Spiele | Tore | Vorherige Teilnahmen |
| Tor        | Tor                      | Tor                      | Tor            | Tor                   | Tor               | Tor    | Tor  | Tor                  |
| ---------- | ------------------------ | ------------------------ | -------------- | --------------------- | ----------------- | ------ | ---- | -------------------- |
| 01         | Hamidullah Yousufzai     | Feruzi FC                | 9. Okt. 1981   | 6                     | 0                 | 5      | 0    | 2005, 2009           |
| 22         | Bashir Darwan            | Saramyasht FC            | 11. Sep. 1989  | 0                     | 0                 | 1      | 0    |                      |
| Abwehr     |                          |                          |                |                       |                   |        |      |                      |
| 03         | Zohib Islam Amiri        | Mumbai FC                | 2. Mai 1987    | 19                    | 0                 | 5      | 1    | 2005, 2008, 2009     |
| 16         | Djelaludin Sharityar     | al-Hidd                  | 15. März 1983  | 13                    | 0                 | 5      | 1    |                      |
| 02         | Muqadar Qazizadah        | Feruzi FC                | 11. Sep. 1988  | 8                     | 0                 | 5      | 0    | 2009                 |
| 04         | Faisal Sakhizada         | Ordu Kabul FC            | 22. Okt. 1990  | 8                     | 0                 | 5      | 0    | 2009                 |
| 05         | Zakria Rezai             | Ordu Kabul FC            | 29. Juli 1989  | 7                     | 0                 | 0      | 0    | 2009                 |
| 13         | Ghulam Hazrat Niazi      | Ordu Kabul FC            | 30. Nov. 1991  | 2                     | 0                 | 2      | 0    |                      |
| 21         | Mujtaba Faiz             | Feruzi FC                | 21. Nov. 1989  | 1                     | 0                 | 1      | 0    |                      |
| Mittelfeld |                          |                          |                |                       |                   |        |      |                      |
| 07         | Israfeel Kohistani       | Feruzi FC                | 5. Juni 1987   | 18                    | 1                 | 5      | 0    | 2005, 2009           |
| 06         | Sayed Maqsood Hashimi    | Ordu Kabul FC            | 2. Juni 1989   | 16                    | 0                 | 3      | 0    | 2009                 |
| 17         | Ata Yamrali              | TSV Sasel                | 5. Juli 1982   | 7                     | 1                 | 4      | 2    |                      |
| 08         | Mohammad Yusef Mashriqi  | Brishna FC               | 7. Juli 1987   | 7                     | 0                 | 5      | 1    |                      |
| 20         | Waheed Nadeem            | Feruzi FC                | 2. Juni 1986   | 6                     | 1                 | 3      | 0    | 2009                 |
| 19         | Masih Barekzai           | Ordu Kabul FC            | 6. Dez. 1990   | 5                     | 0                 | 2      | 0    |                      |
| 14         | Yousuf Sameh             | Bay Area Ambassadors     | 11. Apr. 1985  | 1                     | 0                 | 1      | 0    |                      |
| 18         | Ahmad Hatifie            | vereinslos               | 13. März 1986  | 0                     | 0                 | 3      | 0    |                      |
|            | Mustafa Mohammad Hashimi | unbekannt                | 4. Feb. 1988   | 0                     | 0                 | 0      | 0    |                      |
| Angriff    |                          |                          |                |                       |                   |        |      |                      |
| 11         | Hashmatullah Barekzai    | Feruzi FC                | 4. Juni 1987   | 15                    | 2                 | 3      | 0    | 2009                 |
| 09         | Belal Arezou             | Asker FH                 | 28. Dez. 1988  | 2                     | 1                 | 5      | 6    |                      |
| 10         | Sandjar Ahmadi           | SC Vier- und Marschlande | 10. Feb. 1992  | 0                     | 0                 | 5      | 2    |                      |
| Trainer    |                          |                          |                |                       |                   |        |      |                      |
|            | Mohammad Yousef Kargar   | Cheftrainer              | 11. Mai 1963   | 15                    |                   |        |      |                      |
|            | Elyas Manochehr          | Trainerassistent         |                | 15                    |                   |        |      |                      |

1. 1 2  Angegeben sind nur die Spiele und Tore, die vor Beginn der Südasienmeisterschaft absolviert bzw. erzielt wurden (Stand: 3. Juli 2011).
2. ↑  Gemeint sind Teilnahmen an vorherigen Südasienmeisterschaften.

## Spiele der afghanischen Mannschaft

### Gruppenphase

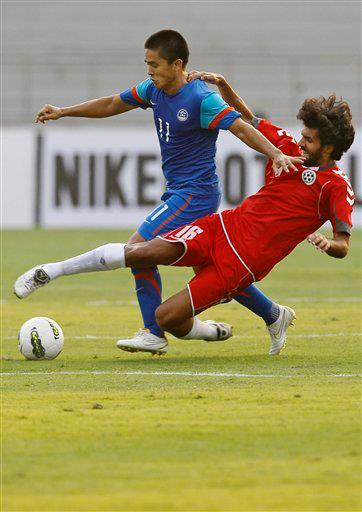
Djelaludin Sharityar gegen Sunil Chhetri im Gruppenspiel gegen Indien

Bei der am 2. November 2011 in Neu-Delhi stattfindenden Gruppenauslosung bekam Afghanistan Indien, Sri Lanka und Bhutan zugelost. Bereits bei der letzten Südasienmeisterschaft traf Afghanistan auf Indien; da aber für Indien eine U-23-Auswahl antrat, wurde die 0:1-Niederlage gegen den späteren Südasienmeister offiziell nicht gewertet. Auch die Gesamtbilanz sprach eindeutig gegen Afghanistan: In sechs Spielen verlor man fünfmal u. a. bei der Südasienmeisterschaft 2003 und konnte nur ein Unentschieden vorweisen. Gegen Sri Lanka spielte Afghanistan bereits in drei Südasienmeisterschaften. Damit waren sie Afghanistans häufigster Gegner. In den drei Spielen weist Afghanistan eine ausgeglichene Bilanz vor: ein Sieg, ein Remis und eine Niederlage standen zu Buche. Auch das letzte Spiel konnte Afghanistan für sich entscheiden, als man am 9. April 2011 bei der AFC-Challenge-Cup-Qualifikation mit 1:0 gewann. Gegen Bhutan spielte Afghanistan bereits einmal bei der Südasienmeisterschaft 2008, als man mit 1:3 verlor. Die Gesamtbilanz sprach dennoch für die Afghanen: in drei Spielen konnte man zweimal gewinnen.
Da Afghanistan bei den bisherigen Südasienmeisterschaften mit nur einem Sieg in zwölf Spielen und dem jeweiligen Ausscheiden in der Gruppenphase eine schlechte Bilanz vorwies, und außerdem vor Turnierbeginn nach Bhutan die schlechteste Position in der FIFA-Weltrangliste einnahm, wurde Afghanistan als Außenseiter gehandelt. Das 1:1-Unentschieden im ersten Spiel gegen Indien wurde daher als Achtungserfolg gesehen. Durch das 3:1 gegen Sri Lanka, gegen die Afghanistan einen 0:1-Rückstand auch durch zwei Tore von Sandjar Ahmadi zu einem Sieg drehte, galt die Nationalmannschaft dann aber als Favorit auf das Weiterkommen ins Halbfinale. Dieser Rolle wurde Afghanistan gerecht, im letzten Spiel gewann man mit 8:1 gegen Bhutan und zog ins Halbfinale ein. Es war der höchste afghanische Sieg in der Geschichte und der zweithöchste bei einer Südasienmeisterschaft. Zudem war es das bis dahin zweittorreichste Spiel der Turniergeschichte. Überschattet wurde dieses Spiel aber von der Nachricht, dass bei einem Selbstmordattentat in Kabul am Tag zuvor mindestens 54 Menschen starben, darunter vier Cousins von Nationalspieler Mustafa Mohammad Hashimi.
| Pl. | Land        | Sp. | S | U | N | Tore    | Diff. | Punkte |
| --- | ----------- | --- | - | - | - | ------- | ----- | ------ |
| 1.  | Afghanistan | 3   | 2 | 1 | 0 | 012:300 | +9    | 07     |
| 2.  | Indien      | 3   | 2 | 1 | 0 | 009:100 | +8    | 07     |
| 3.  | Sri Lanka   | 3   | 1 | 0 | 2 | 004:600 | −2    | 03     |
| 4.  | Bhutan      | 3   | 0 | 0 | 3 | 001:160 | −15   | 0      |

|                  |   |             |     |
| 3. Dezember 2011 |   |             |     |
| Indien           | – | Afghanistan | 1:1 |
| 5. Dezember 2011 |   |             |     |
| Afghanistan      | – | Sri Lanka   | 3:1 |
| 6. Dezember 2011 |   |             |     |
| Bhutan           | – | Afghanistan | 1:8 |

### Finalrunde

#### Halbfinale
|                  |   |       |           |
| 9. Dezember 2011 |   |       |           |
| Afghanistan      | – | Nepal | 1:0 n. V. |

Erstmals bei einer Südasienmeisterschaft erreichte die afghanische Nationalmannschaft das Halbfinale. In vier Spielen gegen Nepal gab es keinen Sieg, ein Unentschieden und drei Niederlagen u. a. bei der Südasienmeisterschaft 2009. Nichtsdestotrotz war Afghanistan die bessere Mannschaft und hatte in 90 Minuten einige gute Chancen. Dennoch ging es in die Verlängerung, wo Belal Arezou mit seinem sechsten Turniertreffer in der 101. Minute den Siegtreffer markierte.

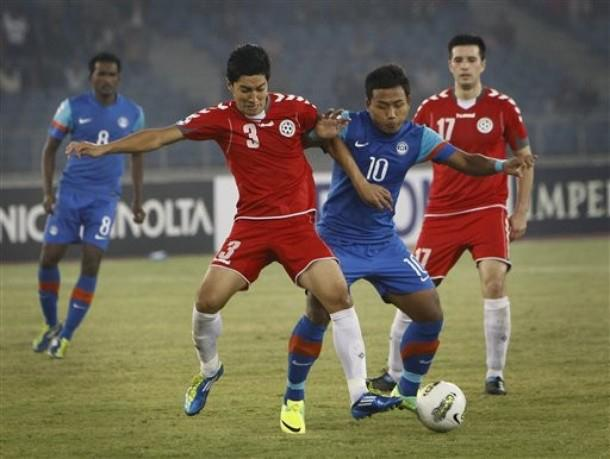
Zohib Islam Amiri (links) im Zweikampf gegen Jeje Lalpekhlua im Finale gegen Indien

#### Finale
|                   |   |             |     |
| 11. Dezember 2011 |   |             |     |
| Indien            | – | Afghanistan | 4:0 |

Das Finalspiel zwischen Afghanistan und Indien, die damit zum zweiten Mal im Turnierverlauf aufeinander trafen, fand im Jawaharlal Nehru Stadium in Neu-Delhi statt. Während Indien schon bei sieben von acht Finalspielen der Südasienmeisterschaften dabei war, war es für Afghanistan die erste Finalteilnahme überhaupt bei einem Fußballturnier. Die Mannschaft von Mohammad Yousef Kargar konnte lange mithalten und hatte anfangs die besseren Chancen. In der 64. Minute jedoch erhielt Indien einen Elfmeter und Kapitän Hamidullah Yousufzai anschließend die rote Karte, weil er den Schiedsrichter Sukhbir Singh schubste. Anschließend war Afghanistan zu zehnt nicht mehr konkurrenzfähig und verlor am Ende deutlich mit 0:4.

## Statistik
- Beim Sieg gegen Bhutan schoss Afghanistan mit acht Toren die meisten in einem Spiel bei der Südasienmeisterschaft. Belal Arezou erzielte mit seinen vier Toren dabei die meisten Tore von einem Spieler in einem Spiel.
- Die 13 afghanischen Treffer verteilten sich auf sechs Spieler (Belal Arezou (6 Tore), Sandjar Ahmadi, Ata Yamrali (je 2 Tore), Zohib Islam Amiri, Mohammad Yusef Mashriqi und Djelaludin Sharityar (je 1 Tor)). Damit belegte die Mannschaft in der Rangliste der Mannschaften mit der höchsten Anzahl an Torschützen des Turniers den ersten Platz.
- Ata Yamrali schoss gegen Bhutan das früheste Tor des Turniers. Insgesamt schoss Afghanistan mit vier Toren die meisten in der Anfangsviertelstunde.